# Kettering Bug
El Kettering Bug  (Bicho de Kettering, en inglés) fue un torpedo aéreo, precursor de lo que hoy es considerado como UAV o misil de crucero.  Era capaz de alcanzar blancos terrestres situados a 120 km (75 millas) de su punto de lanzamiento.

## Desarrollo
Durante la Primera Guerra Mundial, el Ejército de los Estados Unidos pidió a Charles Kettering de Dayton, Ohio, que diseñe una "bomba volante" no tripulada, capaz de alcanzar el objetivo a una distancia de 70 km (40 millas). El diseño de Kettering, formalmente denominado Torpedo Aéreo Kettering, pero más tarde conocido como Kettering Bug, fue construido por la Compañía Dayton-Wright de Aeronaves. Orville Wright actuó como consultor aeronáutico en el proyecto, mientras que Elmer Ambrose Sperry diseñó el sistema de control y orientación. También se construyó un avión experimental de desarrollo, llamado Dayton-Wright Bug.

### Especificaciones
Especificaciones básicas de este biplano relativamente pequeño, no tripulado incluye una envergadura de 4,5 m (15 pies), con una longitud de 3,8 m (12,5 pies), y una altura de 2,3 m (7,7 pies).  El avión era porpulsado por un motor De Palma de 4 cilindros y 40 HP.  El motor fue producido en serie por la Ford Motor Company, a un costo de 40 US$ cada uno.  El fuselaje fue construido de madera laminada y papel maché.

### Sistema de guía
El Bug de 240 kg (530 libras) (peso bruto) era lanzado mediante una carretilla sobre rieles, similar al método usado por los hermanos Wright cuando hicieron su primer vuelo en 1903.  Una vez lanzado, un pequeño giroscopio a bordo guiaba la aeronave a su destino a una velocidad de alrededor de 193 km/h (120 mph). El sistema de control era neumático/de vacío, con un sistema eléctrico y un barómetro aneroide/altímetro.

### Mecanismo de detonación

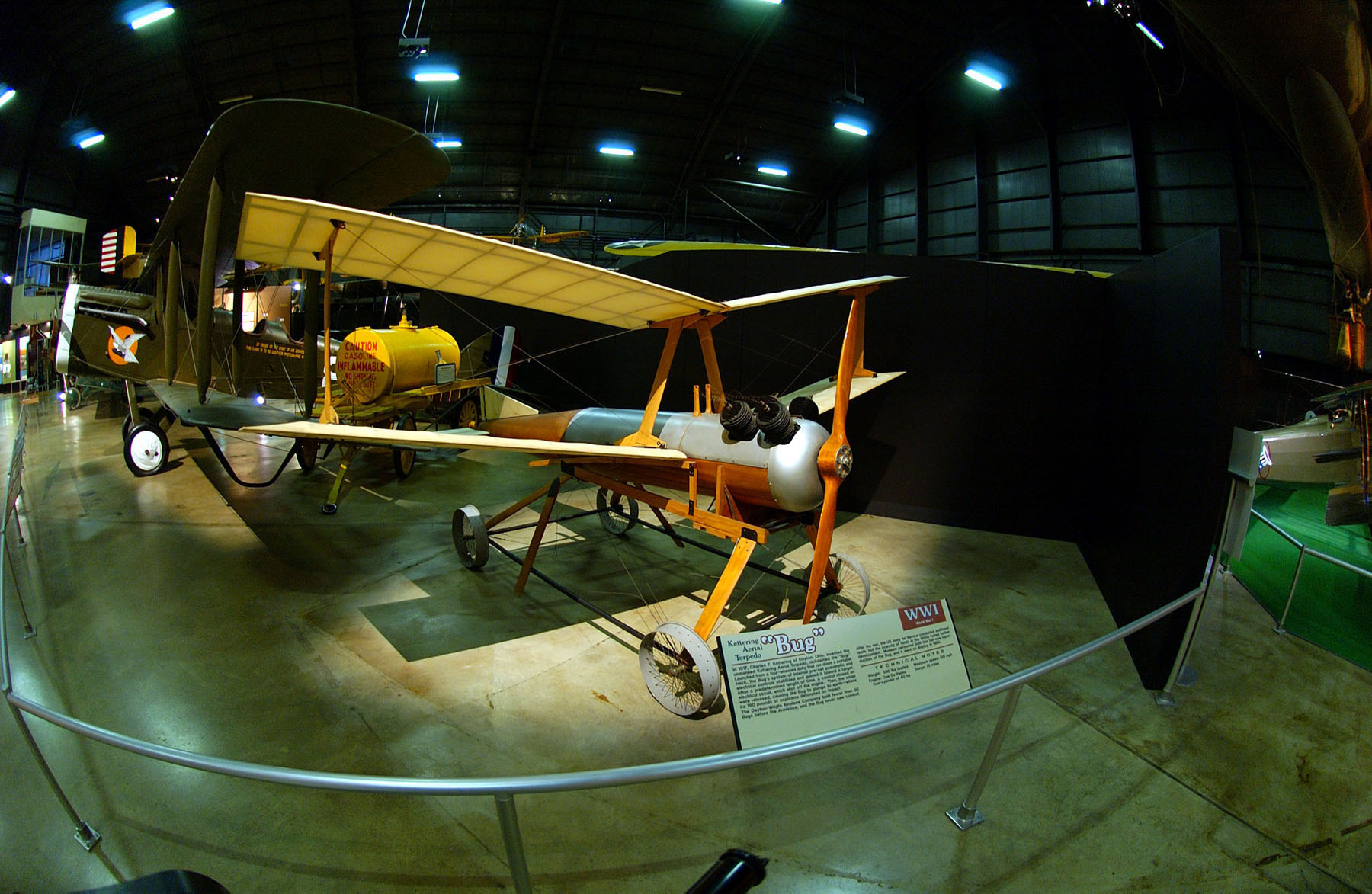
Una réplica del Bug, expuesta en el Museo Nacional de la Fuerza Aérea de Estados Unidos.

Para garantizar el impacto del Bug contra su objetivo, se concibió un sistema mecánico que controlaría la distancia recorrida por el avión. Antes del despegue, los técnicos determinaban la distancia a recorrer en relación con el aire, teniendo en cuenta la velocidad y dirección del viento a lo largo de la trayectoria de vuelo. Esta se utilizó para calcular el número total de revoluciones del motor necesaria para que el Bug llegará a su destino. Cuando el número de revoluciones totales se alcanzaba, una leva apagaba el motor y retraía los pernos que unían las alas, provocando la caída. El Bug iniciaba una trayectoria balística hacia su objetivo y el impacto hacía detonar la carga útil de 81 kg (180 libras) de explosivos.

## Vuelo de prueba
El prototipo del Bug  se completó y entregó a la Sección de Aviación del Cuerpo de Señales del Ejército de los Estados Unidos en 1918, cerca del final de la Primera Guerra Mundial. El primer vuelo fue el 2 de octubre de 1918 y fue un fracaso: el avión ascendió fuertemente después del despegue, se detuvo y se estrelló. Tras esto, los vuelos tuvieron éxito y la aeronave fue probada ante personal del Ejército en Dayton.

..."El Kettering Bug tuvo 2 éxitos en 6 intentos en Dayton, 1 de  4 en  Amityville, y  4 de 14 en  Carlstrom."
Keneth Werrell

A pesar de algunos éxitos durante las pruebas iniciales, la guerra terminó antes de que el Bug pudiera entrar en combate.  En ese momento se habían producido unos 45 Bugs. La aeronave y su tecnología siguieron siendo un secreto hasta la Segunda Guerra Mundial.
Durante la década de 1920, el Servicio Aéreo del Ejército de los EE. UU.  siguió experimentando con la aeronave hasta que su financiaciamiento fue retirado.
Una réplica a tamaño real de un Bug está en exhibición permanente en el Museo Nacional de la Fuerza Aérea de Estados Unidos en Dayton, Ohio.
Desde abril de 1917 a marzo de 1920, el Gobierno de los EE. UU. gastó cerca de $ 275 000 en el Kettering Bug.